# Miriatra arawaka
Miriatra arawaka är en insektsart som beskrevs av Rehn, J.A.G. 1939. Miriatra arawaka ingår i släktet Miriatra och familjen torngräshoppor. Inga underarter finns listade i Catalogue of Life.